# Dvérce

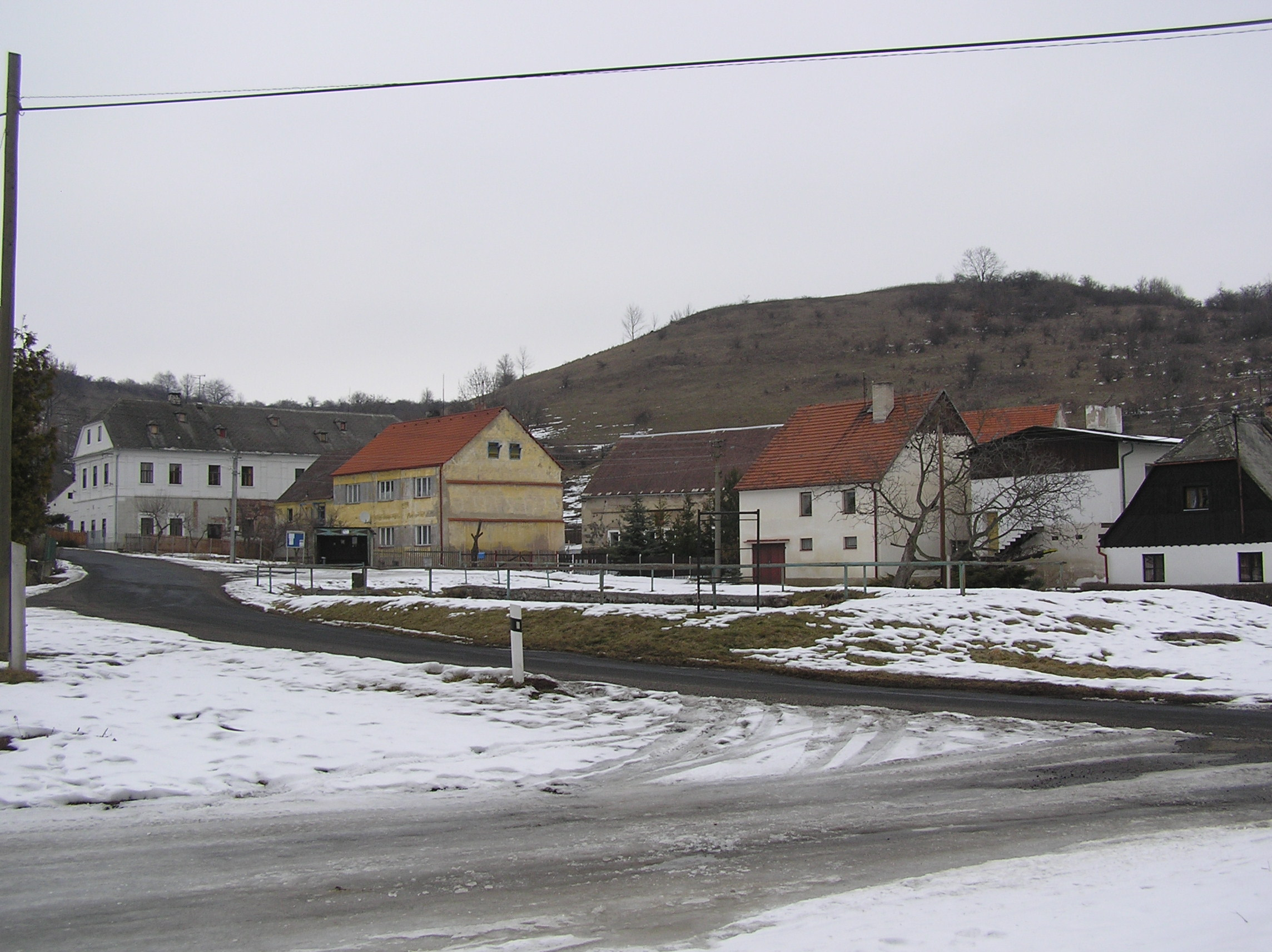
Dorfplatz

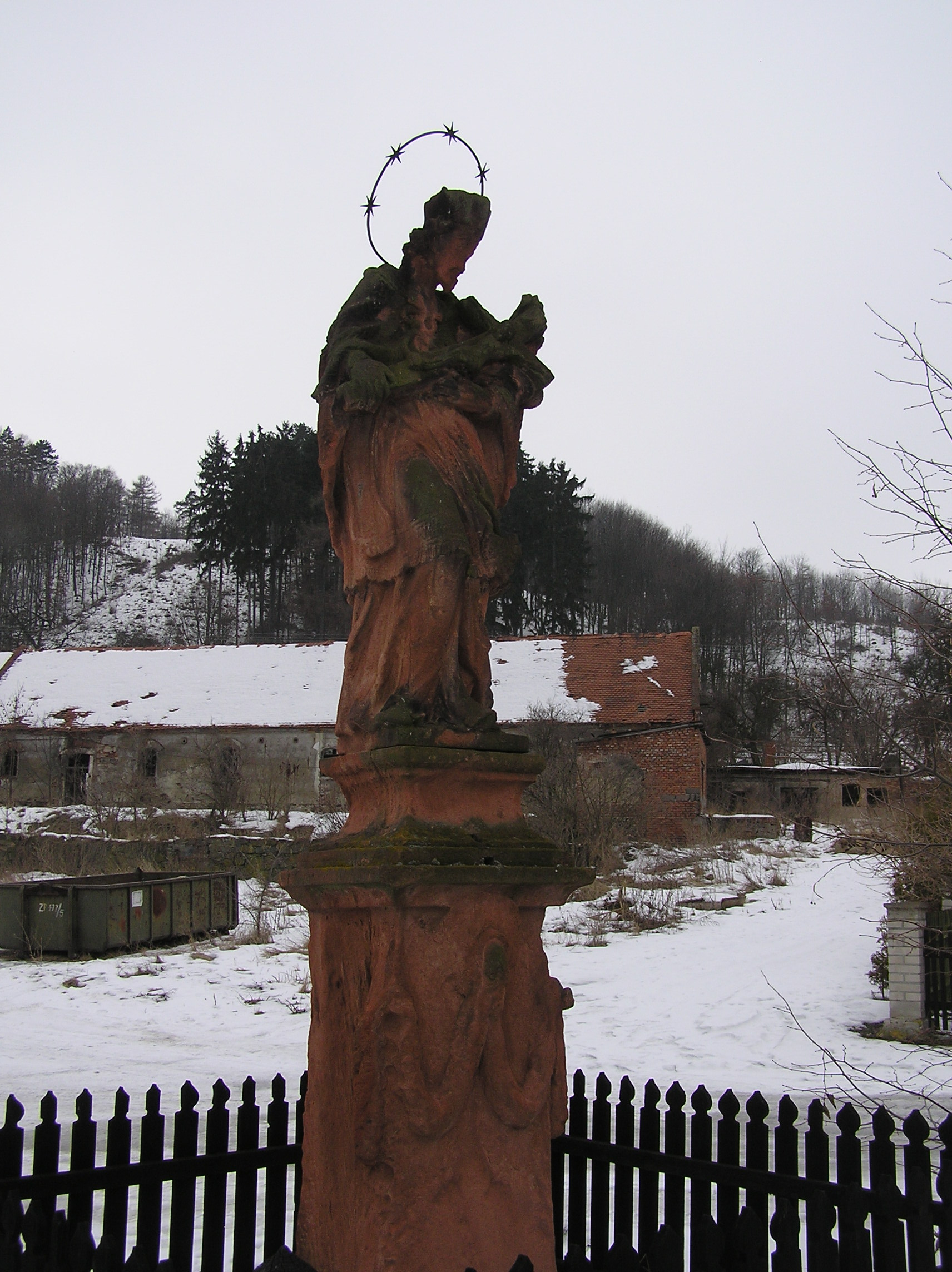
Statue des hl. Johannes von Nepomuk

Dvérce (deutsch Wärzen) ist ein Ortsteil der Minderstadt Nepomyšl (Pomeisl) in Tschechien. Das Dorf liegt sieben Kilometer südwestlich von Podbořany (Podersam) und gehört zum Okres Louny.

## Geographie
Das von Hügeln umgebene Platzdorf Dvérce befindet sich im Südosten des Duppauer Gebirges in einem vom Bach Saiska durchflossenen Talkessel. Nördlich erhebt sich die Velká (Welkaberg; 492 m n.m.), im Osten die Spálená stráň (Abgebrennter Berg; 466 m n.m.), südöstlich der Dubový vrch (Eichberg; 475 m n.m.), im Süden der Nad Lomem (Bremsberg; 505 m n.m.) und der Kružínský vrch (Kruschinaberg; 536 m n.m.) sowie südwestlich der Chlum (539 m n.m.). Gegen Nordwesten liegt der Teich Kaolínka bzw. Nepomyšlský rybník.
Nachbarorte sind Horní Mlýn (Pomeisler Mühle) und Rybnický Mlýn (Teichmühle) im Norden, Buškovice (Puschwitz) und Podbořany im Nordosten, Valov (Wohlau) und U Valova im Osten, Kružín (Kruschina) und Vroutek (Rudig) im Südosten, Lužec (Lust), Vesce (Wes), Mlýnce (Linz), Dvorek (Gehla) und Skytaly (Skytal) im Süden, Vrbička (Klein Fürwitz), Dětaň (Gödesin) und Ořkov (Worka) im Südwesten, Nová Ves (Neudorf) im Westen sowie Podbořanský Rohozec (Deutsch Rust) und Nepomyšl im Nordwesten.

## Geschichte
Die erste urkundliche Erwähnung des Dorfes und der Feste Dvérce erfolgte 1412 als Besitz des Hinz von Kaufungen. Zum Ende des 15. Jahrhunderts gehörte das Gut dem Ulrich Fremut von Schönhof, der auch Puschwitz besaß; später dessen Nachfahren. Christoph Abraham von Stampach, der das Gut Dvérce im ersten Viertel des 17. Jahrhunderts erworben hatte, verlor es nach der Schlacht am Weißen Berg. Im Jahre 1623 kaufte Hermann von Questenberg die konfiszierte Herrschaft Pomeisl sowie das Gut Werzen und machte die Feste Werzen zu seinem Sitz. Bis 1629 kaufte er weitere Güter im Umland hinzu und vereinigte sie mit Pomeisl. Während des Dreißigjährigen Krieges wurde die Feste von schwedischen Truppen beschädigt. Nach Hermann von Questenbergs Tod fiel die Herrschaft Pomeisl 1651 seiner Witwe zu. 1661 erbte Questenbergs Tochter die Herrschaft; sie überschrieb sie 1686 testamentarisch ihrem Ehemann Gundacker von Dietrichstein. Dieser bildete 1689 aus seinen umfangreichen Besitzungen den großen Familienfideikommiss des Hauses Dietrichstein, den er im Jahr darauf der 1690 der jüngeren „Nikolsburger Linie“ vererbte. Die alte Feste ließen die Herren von Dietrichstein zu einem Schüttboden umbauen. Nach dem Tode von Johann Karl von Dietrichstein-Proskau-Leslie erbte 1808 dessen ältester Sohn Franz Joseph von Dietrichstein-Proskau-Leslie den Fideikommiss.
Im Jahre 1845 bestand das im Saazer Kreis gelegene Dorf Wärzen aus 19 Häusern mit 105 deutschsprachigen Einwohnern. Im Ort gab es einen von einem Park umgebenen herrschaftlichen Meierhof, einen dominikalen Schüttboden und eine Wasenmeisterei. Abseits – auf dem Welkaberg – eine dominikale Schäferei. Gepfarrt war das Dorf nach Pomeisl. Bis zur Mitte des 19. Jahrhunderts blieb Wärzen der Fideikommissherrschaft Pomeisl untertänig.
Nach der Aufhebung der Patrimonialherrschaften bildete Wärzen / Dvérce ab 1850 einen Ortsteil der Marktgemeinde Pomeisl im Gerichtsbezirk Podersam. Der Park wurde in dieser Zeit durch eine Obstplantage ersetzt. Da Joseph Franz von Dietrichstein-Proskau-Leslie keine männlichen Erben hatte, erfolgte per Familienvertrag die Teilung des großen Fideikommisses zwischen seinen Töchtern. Die böhmischen Güter Budin, Libochowitz und Pomeisl fielen 1858 Therese von Dietrichstein zu, die 1849 Friedrich von Herberstein und Proskau geheiratet hatte. Ab 1868 gehörte Wärzen zum Bezirk Podersam. Im Jahre 1869 bestand das Dorf aus 20 Häusern und hatte 143 Einwohner. In den 1870er Jahren löste sich Wärzen von Pomeisl los und bildete eine eigene Gemeinde. Im Jahre 1900 hatte Wärzen 180 Einwohner, 1910 waren es 194. Durch Wärzen führte die Bezirksstraße von Pomeisl nach Rudig. Die Bewohner lebten von der Landwirtschaft und dem Obstbau. Jedoch eignete sich nur das Tal zum Feldbau; die Hänge waren der Abschwemmung ausgesetzt und die Hochebene des Welkaberges steinig. In den Hügeln gab es Kaolinlager sowie Buntsandstein-, Gips- und Lehmlagerstätten. Zu Beginn des 20. Jahrhunderts war mit der Aufforstung des kahlen Welkaberges und des Abgebrennten Berges begonnen worden.
Nach dem Ersten Weltkrieg zerfiel der Vielvölkerstaat Österreich-Ungarn, das Dorf wurde 1918 Teil der neu gebildeten Tschechoslowakischen Republik. Beim Zensus von 1921 lebten in den 23 Häusern des Dorfes 195 Personen, darunter 182 Deutsche und drei Tschechen. 1930 lebten in den 24 Häusern von Wärzen 193 Personen. Nach dem Münchner Abkommen wurde Wärzen im Oktober 1938 dem Deutschen Reich zugeschlagen und gehörte bis 1945 zum Landkreis Podersam. 1939 hatte die Gemeinde 166 Einwohner. Nach dem Ende des Zweiten Weltkrieges kam Dvérce zur wiedererrichteten Tschechoslowakei zurück. Nach der Aussiedlung der meisten deutschen Bewohner wurde Dvérce noch schwach mit Tschechen wiederbesiedelt. Im Jahre 1950 lebten in den 22 Häusern von Dvérce nur noch 76 Personen. Bei der Gebietsreform von 1960 erfolgte die Aufhebung des Okres Podbořany, Dvérce wurde Teil des Okres Louny. Im selben Jahr wurde das Dorf nach Nepomyšl eingemeindet. Beim Zensus von 1991 bestand Dvérce aus 23 Wohnhäusern und hatte 40 Einwohner. 2011 lebten in den 25 Häusern des Dorfes 46 Personen.

## Ortsgliederung
Zu Dvérce gehört das Gewerbegebiet Kružín (Neuhof). Der Ortsteil Dvérce bildet einen Katastralbezirk.

## Sehenswürdigkeiten
- Statue des hl. Johannes von Nepomuk, auf dem Dorfplatz
- Bildstock, an der Straße nach Nepomyšl